# Дом Колиньи
Колиньи (фр. Maison de Coligny) — французский аристократический род, игравший важную роль в партии гугенотов в годы Религиозных войн во Франции во второй половине XVI века. Родовые владения находились на территории графства Бургундия (Франш-Конте).

## История
Точное происхождение рода Колиньи не известно. Существуют две основные гипотезы его происхождения. По гипотезе, предложенной в XVII веке историком Жаном дю Буше, написавшего историю дома Колиньи, его родоначальником был живший в X веке Манассия I, сеньор де Колиньи в 974 году. Автором другой гипотезы является Рош де Колиньи, выдвинувшей её в конце XX века на основании анализа нескольких тысяч средневековых актов, посвящённых областям Ревермон и Бресс. Колиньи, которые имели владения в Ревермоне, по этой гипотезе происходят из дома графов Бургундии, однако точной генеалогической привязки не даётся.
Основным владением рода были территории, на которых позже было образовано княжество Колиньи. Впоследствии это княжество было разделено на две части:
- ветвь сеньоров Колиньи-ле-Вье, которые позже получили титул маркизов Колиньи;
- ветвь сеньоров Колиньи-ле-Нёф, носившие титул баронов Колиньи, а позже графов и герцогов Колиньи.

Также Колиньи владели рядом сеньорий в Ревермоне: маркизатом Андело, баронствами Крессья и Шевро.
Возвышение рода началось благодаря браку Гильома II де Колиньи с Катрин де Салиньи, благодаря которому он унаследовал титул сеньора Шатильон-сюр-Луан, а также баронства Ла Мотт-Сен-Жан и Салиньи. Его старший сын, Жан III, перебрался из Колиньи в Шатильон, перейдя на службу к королю Франции Людовику XI, а от младших братьев Жана пошли линии Салиньи и Колиньи-Бюэнг. Из двух сыновей Жана III старший, Жак II, был одним из храбрейших капитанов своего времени. Он был прево Парижа, советником и ординарным камергером королей Франции Карла VIII и Людовика XII. Жак участвовал в войнах, которые вели короли Франции на территории Италии. Он погиб в Ферраре в 1512 году, не оставив детей. Его владения унаследовал младший брат Гаспар I, который также участвовал в итальянских походах. В 1516 году он был сделан маршалом Франции. Он был женат на Луизе де Монморанси, сестре будущего коннетабля Франции Анна де Монморанси, благодаря чему дети от этого брака имели серьёзного покровителя. Из четверых детей Гаспара I старший, Пьер, умер молодым. Остальные трое сыновей играли важную роль в партии гугенотов в годы Религиозных войн XVI века. Второй сын, Одет, больше известный как кардинал Шатильон, избрал духовную карьеру, став в 19 лет благодаря стараниям дяди кардиналом. Однако в 1561 году он перешел в кальвинизм, а позже женился на придворной даме герцогини Савойской. Во время второй религиозной войны он был уполномоченным гугенотов. Третий из сыновей Гаспара I, Гаспар II, больше известный как Адмирал Колиньи, унаследовавший после смерти Пьера родовые владения, был известным военачальником, а в 1553 году стал адмиралом Франции. После начала Религиозных войн он стал одним из лидеров гугенотов. Адмирал Колиньи был убит во время Варфоломеевской ночи в 1572 году. Младший из братьев, Франсуа, сеньор д’Андело, был одним из виднейших полководцев протестантской армии. Его сын Поль под именем Ги XIX в 1567 году унаследовал от матери графство Лаваль. Эта ветвь угасла после смерти в 1605 году графа Ги XX, единственного сына Ги XIX.
Внук Гаспара II де Колиньи, Гаспар III, был маршалом Франции и получил в 1643 году титул герцога де Шатильон. Его сын, Гаспар IV, также был маршалом Франции, а в 1648 году получил титул герцога Колиньи и стал пэром Франции. Однако его единственный сын, Анри Гаспар, умер ребёнком в 1657 году, после чего старшая ветвь рода угасла.
Существовали также боковые ветви рода.

## Известные представители рода
- Гаспар I де Колиньи (1465/1470 — 1522) — сеньор де Шатильон-сюр-Луан, граф де Колиньи, маршал Франции
- Гаспар II де Колиньи (1519—1572) — сеньор де Шатильон-сюр-Луан, граф де Колиньи, адмирал Франции, французский государственный деятель, один из вождей гугенотов во Франции во время Религиозных войн во Франции, 3-й сын Гаспара I
- Одет де Колиньи (1517—1571) — кардинал, епископ Бовэ, участник религиозных войн во Франции, 1-й сын Гаспара I
- Франсуа де Колиньи (1521—1569) — сеньор д’Андело, участник религиозных войн во Франции, сын Гаспара I
- Франсуа де Колиньи (1557—1591) — граф де Колиньи и сеньор де Шатильон-сюр-Луан с 1569, сын Гаспара II
- Генрих де Колиньи (ум. 1601) — граф де Колиньи и сеньор де Шатильон-сюр-Луан с 1591, 1-й сын Франсуа, графа де Колиньи
- Гаспар III де Колиньи (1584—1646) — граф де Колиньи и сеньор де Шатильон-сюр-Луан с 1601, герцог де Шатильон с 1643, маршал Франции, 2-й сын Франсуа, графа де Колиньи
- Гаспар IV де Колиньи (1620—1649) — граф де Колиньи и герцог де Шатильон с 1643, герцог де Колиньи и пэр Франции с 1648, маршал Франции, сын Гаспара III
- Анри Гаспар де Колиньи (1649—1657) — герцог де Колиньи и пэр Франции с 1649, сын Гаспара IV

## Генеалогия
Манассия I, сеньор де Колиньи
- Манассия II (ум. ок. 1086/1090), сеньор де Колиньи в 1086; жена: Аделаида Савойская (ок. 1068/1072 — до 1115), дочь Амадея II, графа Савойи, и Жанны Женевской.
  - Умберт I (ум. после 1131), сеньор де Колиньи; жена: Беатрис
    - Геррик (ум. после 1161), сеньор де Колиньи и де Сен-Андре-сюр-Сюбан, участник Второго крестового похода в 1147—1151 годах
      - Умберт II (ум. 1190), сеньор де Колиньи; жена: с ок. 1170 Ида Бургундская (ум. 1224), дочь Жерара, графа Макона и Вьенна, и Гьонны (Моретты) де Сален. Вторым браком вышла замуж за Симона I, герцога Лотарингии
        - Амадей I (ум. ок. 1228/1230), сеньор де Колиньи
        - Гуго I (ум. 1205), сеньор де Колиньи-ле-Нёф, де Марбо, де Треффор, де Сен-Андре-сюр-Сюбан, де Варе и де Сен-Сорлин; муж: с 1193 Беатрис д’Альбон (1161 — 15 декабря 1228), графиня д’Альбон и дофина Вьеннская, дочь Гига V, дофина Вьеннского, и Беатрисы Монферратской, вдова Альберика Тулузского, графа де Сен-Жиль, и Гуго III, герцога Бургундии
          - Беатрис (ум. до января 1241), дама де Маллавал и де Рошшом; муж: до 4 мая 1220 Альберт III (ум. 1259/1260), сеньор де Ла Тур-дю-Пэн
          - Мария (ум. после 1285), дама де Варе, де Во и де Сен-Сорлин; муж: Рудольф I, граф Женевы

        - Гильом (ум. до 30 августа 1231), сеньор де Колиньи-ле-Нёф с 1205
        - Умберт III (ум. 9 июля 1211), сеньор д’Андело, родоначальник ветви сеньоров де Колиньи и д’Андело
        - Эврар (ум. после 1225), протоиерей в церкви Нотр-Дам д’Амброне
        - Манассия (ум. после 1212)
        - Гуго (ум. после 1250), синьор ди Крелья и ди Сиврея, родоначальник ветви синьоров ди Крелья и ди Сиврея
        - Беатрис (ум. после 1222); муж: Пьер (ум. после 1222), сеньор де Монморе в 1200—1222
        - Элис, дама де Сердон и д’Эспьер в 1216—1228; муж: Умберт II (ум. до 1216), сеньор де Туар

      - Гильом, каноник в Лионе
      - Готье, сеньор де Сен-Андре-сюр-Сюбан в 1178
        - Гуго
        - Гильом (ум. 16 июля 1213), каноник в Лионе
        - дочь; муж: Гишар (ум. после 1194), сеньор д’Антон и де Перуж

    - Гильом
    - Умберт
    - Ги, приор в Инимонте
    - Далмас (ум. после 1147)
    - Бернар (ум. после 1147)

  - Манассия

Сеньоны Колиньи и д’Андело (потомки Умберто III)
Умберт III (ум. 9 июля 1211), сеньор д’Андело
- Амедей II (ум. до 1256), сеньор де Колиньи-ле-Нёф, д’Андело, де Шевро и де Жассерон; жена: Агнес де Кюсо (ум. после 1256), дочь Понса III, сеньора де Кюсо, и Агнес де Сенесе, дамы де Бар-сюр-Сьен
  - Гильом I (ум. 1270/1275), сеньор де Колиньи-ле-Нёф, де Шевро и де Жассерон; жена: Беатрис
    - Маргарита (ум. после 1318), дама де Колиньи и Шевро; муж: с 1280 Ги (ум. до 1304), сеньор де Монлюэль

  - Этьен I (1251 — после 1318), сеньор д’Андело, де Жассерон, де Крессья, де Бопон, де Бруассья, де Дигья и де Мондидье; жена: Изабелла де Сабран, дама де Крессья, дочь Жерара де Сабран, сеньора де Крессья, и Марии Агнес де Мон-Сен-Жан, дамы де Крессья
    - Жан I, сеньор д’Андело; жена: Жанна, дама де Ла Рош-дю-Ванель, де Крилья и де Луасья, дочь Милона, сеньора де Ла Рош-дю-Ванель, и Маргариты
      - Этьен II (ум. после 1331), сеньор д’Андело, де Бопон, де Бовуа, де Луасья, де Крилья и де Ла Гей; жена: Элеонор де Туар (ум. после 1365), дочь Умберта IV, сеньора де Туар и де Вильяр, и Элеоноры де Боже
        - Жан II (ум. после 1397), сеньор де Колиньи, д’Андело, де Бопон, де Бовуа, де Луасья, де Крилья; жена: Мария де Вержи (ум. после 1397), дочь Жана II де Вержи, сеньора де Фонвен, и Жильетты де Вьенн
          - Жан
          - Жак I (ум. ок. 1434), сеньор де Колиньи, д’Андело, де Крессья, де Бопон, де Бовуа, де Фромен, де Бюэнг, де Луасья, де Крилья и де Буажай; жена: Гугетта де Ла Больм (ум. после 1437), дама де Фромен и де Бюэнг, дочь Умберта де Ла Больм, сеньора де Фромен, и Катерины Люирье
            - Гильом II (ум. 1463/1464), сеньор де Колиньи, д’Андело, де Бопон, де Бовуа, де Фромен, де Салиньи, де Ла Мотт-Сен-Жан, дю Руссе, де Гранж-ан-Берри, де Шатильон-сюр-Луан, де Сен-Мориц-сюр-Лаверон, де Даннемари-ан-Пюизе, де Курсель-ле-Руа и де Шато-Рено; жена: с 12 июня 1437 Катерина Лурдин, дама де Салиньи и де Ла Мотт-Сен-Жан, дочь Клода Лурдина, сеньора де Салиньи, и Жанны де Бракю, дамы де Шатильон-сюр-Луан
              - Жан III (ум. после 1480), сеньор де Колиньи, д’Андело, де Шатильон-сюр-Луан, д’Эйант-сюр-Милерон, де Даннемари, де Бопон, де Бовуа; жена: с 1464 Элеонора де Курсель (ок. 1444 — после 1471), дочь Пьера, сеньора де Курсель, и Прежен де Мелён
                - Жак II (ум. 1512), сеньор де Колиньи и де Шатильон-сюр-Луан, прево Парижа, советник и ординарный камергер королей Франции Карла VIII и Людовика XII, капитан; 1-я жена: с 1496 Анна де Шабанн (ок. 1485-ок. 1501), графиня де Даммартен, дочь Жана де Шабанна, графа де Даммартен, и Маргариты Анжуйской; 2-я жена: с 11 июля 1505 Бланка де Турнон (ок. 1490 — ок. 1538), дочь Жака, сеньора де Турнон, и Жанны де Полиньяк, дамы де Вервен
                - Гаспар I (ум. 30 ноября 1522), сеньор де Колиньи и де Шатильон-сюр-Луан с 1512, маршал Франции с 1522; жена: с 2 декабря 1514 Луиза де Монморанси (1490 — 12 июня 1547), дочь Гийома, сеньора де Монморанси, и Анны Пот, дамы де Ла Рошпот
                  - Пьер (1515 — ок. 1534), сеньор де Колиньи и де Шатильон-сюр-Луан с 1522
                  - Оде (10 июля 1517 — 13 апреля 1571), кардинал с 1533, архиепископ Тулузы 1534—1550, граф-епископ Бове 1535—1569; жена: с 1 декабря 1564 Изабелла д’Отвиль (1526 — ок. 1615), дочь Самсона д’Отвиль и Маргариты де Лоре
                  - Гаспар II (16 февраля 1519 — 24 августа 1572), сеньор де Колиньи и де Шатильон-сюр-Луан с 1534, граф Колиньи с 1559, генерал полковник с 1552, адмирал Франции с 1553; 1-я жена: с 16 июня 1547 Шарлотта де Лаваль (ок. 1530 — 3 марта 1568), дочь Ги XVI, графа де Лаваль и де Монфор, и Антуанетты де Дальон; 2-я жена: с 24 марта 1571 Жаклин де Монбель (16 февраля 1541—1588), графиня де Лоне-Желин, дочь Себастьяна де Монбель, графа д’Энтремон, и Беатрис де Сильва
                    - (от 1-го брака) сын (20 июля 1549 — июль 1549)
                    - (от 1-го брака) Генрих (10 апреля 1551 — ок. июля 1552)
                    - (от 1-го брака) Гаспар (28 сентября 1554—1568)
                    - (от 1-го брака) Луиза (23 сентября 1555 — 13 ноября 1620); 1-й муж: с 1571 Шарль Луи де Телиньи (1535 — 29 августа 1572); 2-й муж: с 24 апреля 1583 Вильгельм I Молчаливый (25 апреля 1533 — 10 июля 1584), принц Оранский с 1545, штатгальтер Нидерландов
                    - (от 1-го брака) Франсуа (28 апреля 1557 — 8 октября 1591), граф де Колиньи и сеньор де Шатильон-сюр-Луан с 1572, губернатор Дьепа, адмирал Гиени; жена: с 18 мая 1581 Маргарита д’Элли (ок. 1553 — после 1604), дочь Шарля д’Элли, сеньора де Пикиньи, и Франсуазы де Варти
                      - Франсуаза (ок. 1582—1637); муж: с 1602 Рене де Талензак, сеньор де Лудриер
                      - Генрих (5 августа 1583 — 10 сентября 1601), граф де Колиньи и сеньор де Шатильон-сюр-Луан с 1591
                      - Гаспар III (26 июля 1584 — 4 января 1646), граф де Колиньи и сеньор де Шатильон-сюр-Луан с 1601, герцог де Шатильон-сюр-Луан с 1643, губернатор Монпелье, адмирал Гиени, маршал Франции; жена: с 13 августа 1615 Анна де Полиньяк (1598—1651), дочь Габриэля де Полиньяк, сеньора де Сен-Жермен, и Анны де Вальзерге
                        - Генриетта (1617 — 9 марта 1673); 1-й муж: с 9 августа 1643 Томас Гамильтон (ок. 1624 — 8 февраля 1645), 3-й граф Хаддингтон; 2-й муж: с 26 июня 1647 (аннулирован) Гаспар де Шампань (ум. 1694), граф де Ла Суз, де Бедфорд и де Феррет
                        - Морис (16 октября 1618 — 23 мая 1644), граф де Колиньи
                        - Гаспар IV (9 мая 1620 — 19 декабря 1649), граф де Колиньи с 1644, герцог де Шатильон-сюр-Луан с 1646, герцог де Колиньи и пэр Франции с 1648, маршал Франции; жена: с 26 февраля 1645 Элизабет-Анжелика де Монморанси-Бутвиль (март 1627 — 24 января 1695), дочь Франсуа де Монморанси-Бутвиля, графа де Люсс, и Элизабет-Анжелики де Вьенн, дамы де дю Буа-де-Прель
                          - Генри Гаспар (11 июля 1649 — 5 ноября 1657), герцог де Колиньи и де Шатильон-сюр-Луан с 1649

                        - Анна (4 сентября 1624 — 13 января 1680); муж: с 28 марта 1648 Георг II (5 октября 1626 — 1 июня 1699), герцог Вюртемберга и граф Монбельяра

                      - Карл

                    - (от 1-го брака) Одет (24 декабря 1560 — ?)
                    - (от 1-го брака) Рене (7 марта 1561 — ?)
                    - (от 1-го брака) Карл (10 декабря 1564 — 27 января 1632), маркиз д’Андело и де Сен-Бри; жена: с 15 февраля 1597 Умберта де Шастене, дама де Динтевиль и де Ланти, дочь Жоахима де Шастене, сеньора де Ланти и Агнес, дамы де Динтевиль
                      - Франсуа, маркиз д’Андело
                      - Бернар (ум. до 1630), маркиз д’Андело и де Сен-Бри, барон де Динтевиль и де Ланти, генерал-лейтенант и губернатор Шампани; жена: с 27 сентября 1625 Габриелла де Пуайли, дочь Симона де Пуайли, барона д’Эсн и де Манонвиль
                      - Анна Мария Маргарита; муж: с 7 августа 1621 Петер Эрнст фон Крейхинген (ум. до 1641), сеньор фон Хомбург, барон де Креханг

                    - (от 2-го брака) Беатрис (21 декабря 1572 — после 1607), графиня д’Энтремон и де Монбель, маркиза де Монтелье; муж: с 17 июля 1600 Клод Антуан Бон де Мёйлон (1551—1618), великий камергер Савойи

                  - Франсуа (18 апреля 1521 — 27 мая 1569), сеньор д’Андело; 1-я жена: с 9 декабря 1548 Клодин де Рье (8 февраля 1525—1562), дама де Ла Рош-Бернар, де Рье и де Рошфор, дочь Клода де Рье, графа д’Аркур, и Катерины де Лаваль, дамы де Ла Рош-Бернар; 2-я жена: с 27 августа 1564 Анна цу Зальм (ок. 1541—1597), дочь Иоганна VII, графа цу Зальм, и Клод, дамы де Стенвиль
                    - (от 1-го брака) Маргарита (28 февраля 1553 — ?); муж: с ок. 1573 Жюльен де Турнемин, сеньор де Монмореак
                    - (от 1-го брака) Ги XIX (Пол) (13 августа 1555 — 15 апреля 1586), граф де Лаваль, де Монфор, д’Аркур, барон де Квентин, виконт де Ренн, сеньор де Витри и де Рье с 1567; жена: с 1 сентября 1583 Анна д’Алегр (ок. 1565—1619), дочь Кристофа д’Алегр, сеньора де Сен-Жаст, и Антуанетты дю Пра
                      - Ги XX (Франсуа) (5 мая 1585—1605), граф де Лаваль, де Монфор, д’Аркур, барон де Квентин, виконт де Ренн, сеньор де Витри и де Рье с 1586

                    - (от 1-го брака) Франсуа (23 августа 1559 — 9 апреля 1586), барон де Рье; жена: Жанна Елена де Ла Мотт (ум. после 1604), дама де Воклерк, де Ла Юноде и де Водэ, дочь Жозефа де Ла Мотт, сеньора де Воклерк, и Катерины де Турнемин
                    - (от 2-го брака) Анна (1565 — после 1596), дама де Танле, де Селли и де Курсель; муж: с 1594 Жак Шабот (ум. 29 марта 1630), маркиз де Мирабо
                    - (от 2-го брака) Франсуа (1566—1586), сеньор де Танле
                    - (от 2-го брака) Бенжамин (февраль 1569 — 7 апреля 1586), сеньор де Селли и де Курсель
                    - (от 2-го брака) Сюзанна; муж: Гильом де Пуатье, барон д’Утре

                - Прежен; муж: с 9 февраля 1479 Пьер д’Эгревиль (ум. 6 июня 1537)
                - Мария; муж: Жорж, сеньор де Ментон с 1529, канцлер герцога Савойского
                - Луиза; 1-й муж: с 23 января 1502 Людовик, сеньор де Ла Ферте-о-Виконт; 2-й муж: с 1519 Ланселот дю Лак (ум. 1536), сеньор де Шемеролье, капитан и бальи Орлеана
                - Анна; муж: с 3 июня 1505 Жильбер де Серпен (умер до 1538), сеньор де Шитен и де Беньо
                - Шарлотта, монахиня

              - Лурдин
              - Рено (ум. после 1482), настоятель монастыря Арбуа
              - Жак (ум. 1510), сеньор де Салиньи, де Ла Мотт-Сен-Жан, родоначальник линии Салиньи
              - Антуан, сеньор де Бюэнг, родоначальник линии Колиньи-Бюэнг
              - Мария; муж: с 24 марта 1468 Антуан, сеньор де Шарель и де Кордебёф
              - Луиза (ум. после 1466)

            - Клод, сеньор де Крилья и де Луасья
            - Этьен (ум. после 1482), сеньор де Крессья, де Бутаван, де Шамбли, де Бюэнг, де Луасья
              - (незак.) Беро д’Андело, бастард де Колиньи; жена: Мишель д’Юрр
                - Клод д’Андело

              - (незак.) Жанна д’Андело, бастард де Колиньи

            - Жан (ум. 24 апреля 1460), каноник в Сен-Жан де Леон, затем архидьякон в Шалоне
            - Антуанетта; муж: до 1423 Филипп Андреве (ум. до 1457), сеньор де Корсан, де Борепейр и де Сен-Жюльен, канцлер Филиппа II, герцога Бургундии
            - Мария; муж: с 27 июля 1434 Бонифаций де Шалан (ум. до 1457), сеньор де Фени-ан-Пьемонт и де Монбретон-ан-Дофине
            - Катерина; муж: с ок. 1420 Жан де Шаванн
            - (незак.) Жан, бастард д’Андело; жена: Антуанетта Морель
              - Гильом де Бопон, шателен де Колиньи
              - Этьен де Бопон; жена: Гильомметта де Сабревуа, дочь Гильома де Сабревуа, сеньора де Клосс
                - Франсуа де Бопон, шателен де Колиньи
                - Мария де Бопон; муж: Антуан, сеньор де Плане и де Бюже
                - Жанна де Бопон; муж: Клод де Сиврия, сеньор де Вилье-Шапель, шателен де Бопон и де Бовуа в 1519

              - Жанна де Бопон; муж: Жан де Л’Эспинасс, сеньор де Фоль

          - Антуан (ум. после 1402), каконник в Сен-Жан де Леон
          - Этьен (ум. после 1402), сеньор де Луасья
          - Гильометта (ум. 1402), аббатиса в Шато-Шалон
          - Катерина (ум. до 1402), монахиня в монастыре Шато-Шалон
          - Маргарита, монахиня в Лон-ле-Сольнье
          - Гизелла (ум. до 1416); 1-й муж: до 1390 Жан, сеньор де Сен-Амур; 2-й муж: Жерар де Тюре, сеньор де Нуайе и де Морийон

        - Гугонин (ум. 1394); жена: Люсия де Со
        - Луиза; муж: Эме, сеньор де Монтани и Лионнуа
        - Маргарита (ум. после 1389); 1-й муж: Эмар де Бовуар (ум. ок. 1360), сеньор де Ла Палю; 2-й муж: Жан де Сален (ум. после 1382), сеньор де Пупе и де Фласе
        - Изабо; муж: Гишар де Тюре, сеньор де Нуайе

      - Жак (ум. 14 ноября 1372), каноник и певчий церкви Святого Жана в Лионе
      - Жан (ум. до 1328)
      - Маргарита; муж: с 1320 Жан д’Арбон, сеньор де Корж и де Ла Шо-де-Кротене
      - Изабо (ум. после 1369), аббатиса францисканского монастыря в Шато-Шалоне
      - Жанна (ум. после 1369), монахиня монастыря Сен-Клер в Лон-ле-Санье до 1326

    - Беро I (ум. после 1358), сеньор де Крессья и де Бопон, родоначальник ветви сеньоров де Крессья и де Бопон
    - Жанна; муж: Умберт, сеньор де Сен-Амур
    - Маргарита (ум. после 1318); муж: до 1304 Жан де Ла Бом, сеньор де Фромент
    - Эме; муж: Аме де Жуанвиль, сеньор де Марне и де Дивонн

  - Ги (ум. после 1310), монах ордена Святого Бенуа, приор монастыря и сеньор Нантюа в 1299
  - Гильометта (ум. 1262); муж: Гильом Палатин, сеньор де Мондидье и де Риотье-сюр-Саон
- Готье (ум. после 1246), сеньор де Монжиффон, сеньор д’Андело; жена: Алиса де Бруа (ум. после 1274), дочь Гоше де Бруа, сеньора де Коммерси, и Елизаветы
  - Умберт (ум. 1274), сеньор д’Андело и де Монжиффон; жена: Агнес
- Манассия (ум. после 1250)
- Гуго (ум. после 1250), сеньор де Креффья
  - Умберт (ум. после 1266), сеньор де Креффья
    - Гильом, сеньор де Креффья
    - Поли

  - Гуго (ум. после 1250)
  - Лорент (ум. после 1272)
- Гильом (ум. ок. 1240), аббат монастыря де Л’Иль-Барб около Лиона в 1224